# Duende (planetka)

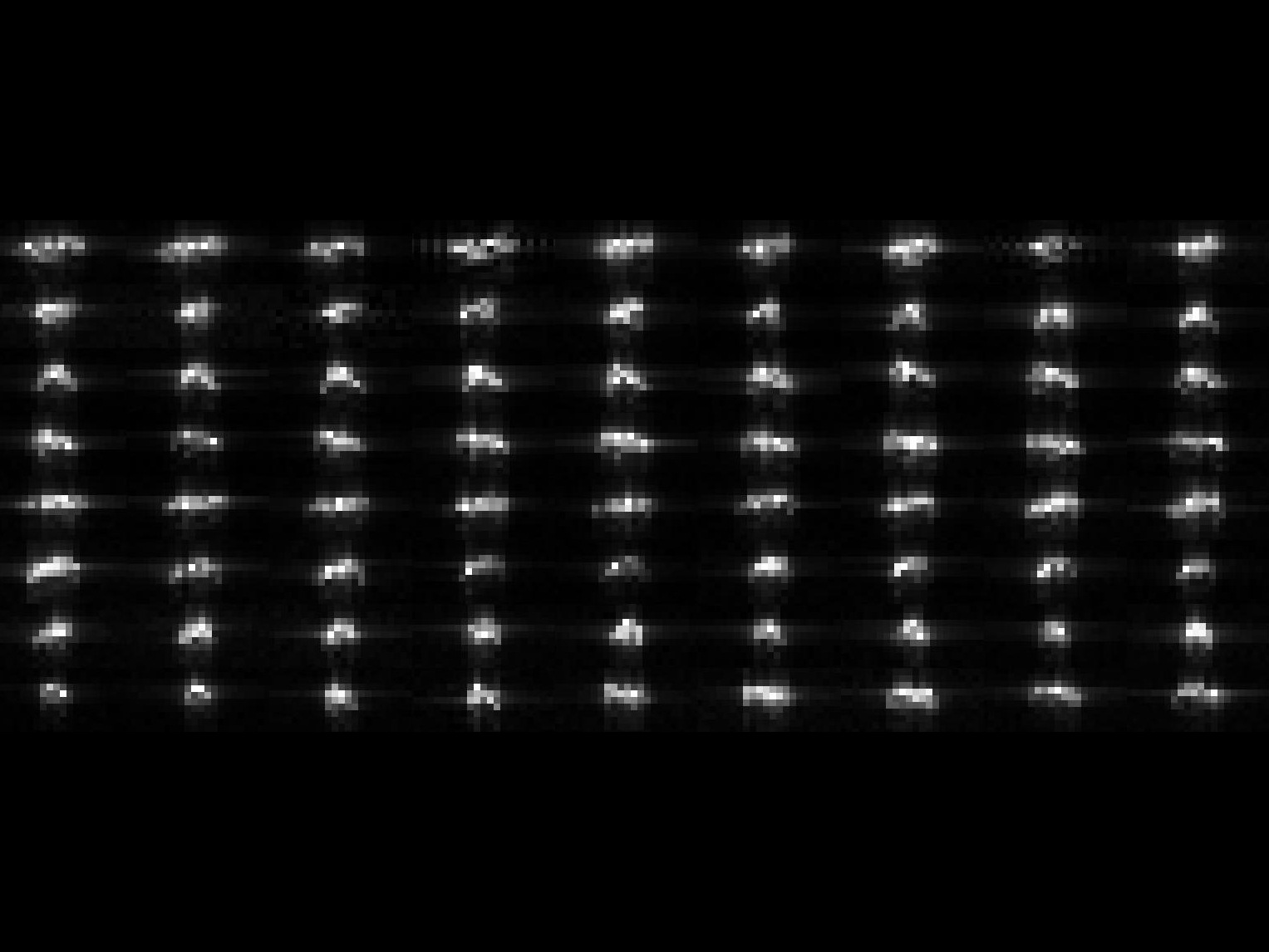
Snímky z kontrolní radarová stanice NASA Goldstone v Mohavské poušti

(367943) Duende je planetka s odhadovaným průměrem 30 metrů a předpokládané hmotnosti 40 000 tun, která proletěla 15. února 2013 kolem Země. Nejblíže byla 27 700 km od povrchu Země. Planetka byla objevena 23. února 2012 ve Španělsku. Předběžně byla pojmenována 2012 DA14, později po španělském názvu skřítků Goblin.